# Сігін (Техас)
Сігін (англ. Seguin) — місто (англ. city) в США, в окрузі Гвадалупе штату Техас. Населення — 29 433 особи (2020).

## Географія
Сігін розташований за координатами 29°35′20″ пн. ш. 97°58′0″ зх. д. / 29.58889° пн. ш. 97.96667° зх. д. (29.588870, -97.966605).  За даними Бюро перепису населення США в 2010 році місто мало площу 89,76 км², з яких 89,25 км² — суходіл та 0,51 км² — водойми. В 2017 році площа становила 96,66 км², з яких 96,15 км² — суходіл та 0,51 км² — водойми.

## Демографія
Згідно з переписом 2010 року, у місті мешкало 25 175 осіб у 8794 домогосподарствах у складі 5968 родин. Густота населення становила 280 осіб/км².  Було 9714 помешкання (108/км²).
Расовий склад населення:
| - 75,9 % — білих - 8,0 % — чорних або афроамериканців - 0,9 % — азіатів - 0,5 % — корінних американців - 12,0 % — осіб інших рас |

До двох чи більше рас належало 2,6 %. Частка іспаномовних становила 55,4 % від усіх жителів.
За віковим діапазоном населення розподілялося таким чином: 25,4 % — особи молодші 18 років, 58,6 % — особи у віці 18—64 років, 16,0 % — особи у віці 65 років та старші. Медіана віку мешканця становила 35,3 року. На 100 осіб жіночої статі у місті припадало 93,6 чоловіків;  на 100 жінок у віці від 18 років та старших — 89,9 чоловіків також старших 18 років.
Середній дохід на одне домашнє господарство  становив 52 332 долари США (медіана — 38 139), а середній дохід на одну сім'ю — 62 525 доларів (медіана — 51 290). Медіана доходів становила 36 809 доларів для чоловіків та 26 846 доларів для жінок. За межею бідності перебувало 22,5 % осіб, у тому числі 34,7 % дітей у віці до 18 років та 11,9 % осіб у віці 65 років та старших.
Цивільне працевлаштоване населення становило 11 607 осіб. Основні галузі зайнятості: виробництво — 21,8 %, освіта, охорона здоров'я та соціальна допомога — 21,5 %, роздрібна торгівля — 14,3 %, мистецтво, розваги та відпочинок — 8,7 %.